# سرگئو کاراپتیان
سرگئو واچاگانی کاراپتیان (ارمنی: Սերգո Վաչագանի Կարապետյան؛ زادهٔ ۶ اوت ۱۹۴۸ - درگذشته ۱۸ فوریهٔ ۲۰۲۱) سیاست‌مدار اهل ارمنستان بود که از تاریخ ۳۱ دسامبر ۲۰۱۰ تا تاریخ ۲۰ سپتامبر ۲۰۱۶ در دولت تیگران سارگسیان و دولت هوویک آبراهامیان سمت وزیر کشاورزی ارمنستان را برعهده داشت.

## زندگی‌نامه
در ۶ اوت ۱۹۴۸ در آرتاشات، استان آرارات به دنیا آمد و از دانشگاه ملی علوم کشاورزی ارمنستان فارغ‌التحصیل شد.  وی در ۱۸ فوریهٔ ۲۰۲۱ در هنگام دنیاگیری کووید-۱۹ در ارمنستان در سن ۷۲ سالگی به دلیل عوارض ناشی از بیماری کروناویروس ۲۰۱۹ در مرکز پزشکی نائیری ایروان درگذشت.